# SŽD-Baureihe 2ТЭ10М
Die Lokomotiven der SŽD-Baureihe 2ТЭ10M (deutsche Transkription 2TE10M) der Sowjetischen Eisenbahnen (SŽD) sind breitspurige Diesellokomotiven mit dieselelektrischer Gleichstrom-Kraftübertragung, die hauptsächlich im Güterverkehr eingesetzt werden. Von 1981 bis 1990 lieferte die Lokomotivfabrik Luhansk 3513 Exemplare dieser Baureihe aus.
Die Doppellokomotiven gehören zur Familie der ТЭ10-Lokomotiven und sind eine Weiterentwicklung der Baureihe 2ТЭ10B. Das M in der Bezeichnung steht für Модернизация (deutsch: „Modernisierung“). Die Änderungen beziehen sich hauptsächlich auf die Steuerstromkreise, der zur 2ТЭ116 baugleiche Lokkasten und die Antriebsanlage mit dem Gegenkolben-Dieselmotor 10D100 wurden von der Vorgängerbaureihe übernommen.
Viele Lokomotiven wurden 2005 modernisiert, dabei erhielten sie einen Sechzehnzylinder-Dieselmotor mit elektronischer Kraftstoffeinspritzung und einer leistungsfähigeren Kühlanlage. Dadurch soll die Einsatzdauer der Lokomotiven bis zum Jahr 2020 verlängert werden.

## Technik

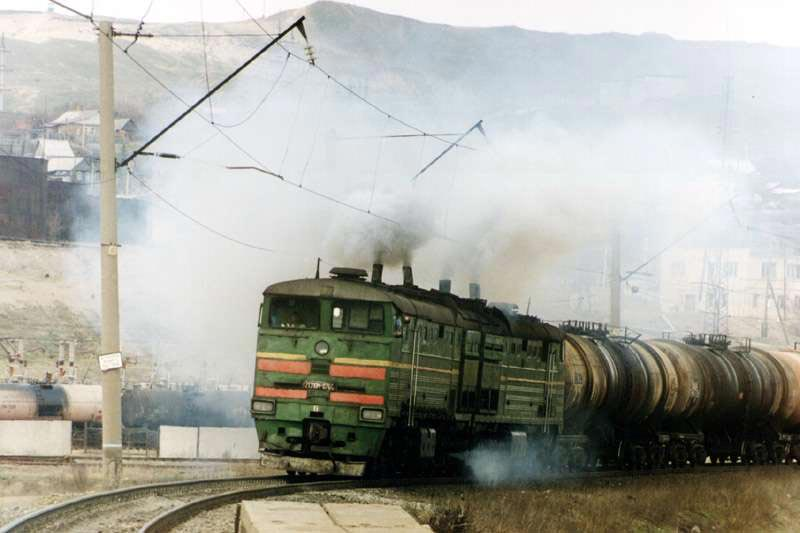
Diesellokomotive 2TEM10-0766 bei voller Fahrt mit einem Güterzug

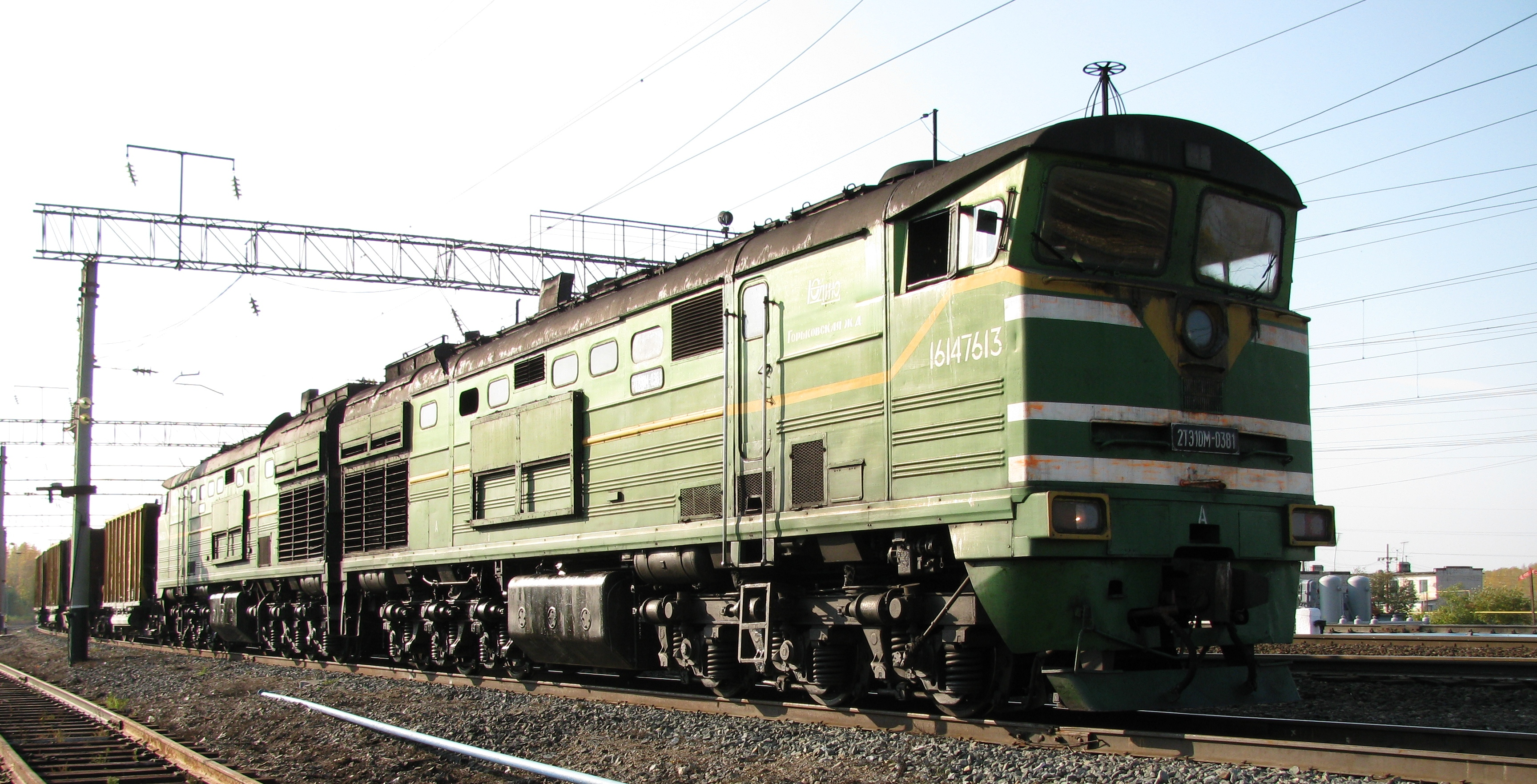
Diesellokomotive 2TEM10-0381 vor einem Güterzug

Die 2ТЭ10M zeichnete sich durch folgende Verbesserungen gegenüber der 2ТЭ10B aus:
- Möglichkeit, von einem Führerstand drei Sektionen zu steuern
- Möglichkeit, eine oder zwei Sektionen im Leerlauf mit der Dieselmotor-Drehzahl der Fahrstufe 8 zu betreiben. Dies ermöglicht im Leerlauf eine größere Schöpfleistung des Kompressors und ein schnelles Herunterkühlen des Dieselmotors, weil die Drehzahl der Kühlluft-Ventilatoren direkt abhängig von der Motordrehzahl ist
- Größere Anzahl von Instrumenten auf dem Führertisch, so dass die Betriebszustände der einzelnen Sektionen getrennt angezeigt werden können. Die Warnlampen der einzelnen Sektionen sind auf einem abgesetzten Bedienpult untergebracht
- Im Steuerkreis wurden die Spulen der elektromechanischen Apparate mit Beschaltungen gegen schädliche Überspannungen im Steuerkreis versehen, die typischerweise beim Öffnen von Relais-Kontakten entstehen
- Elektrisch gesteuerte Auslösung der Druckluftbremse
- Elektrisch gesteuerter Lufttrockner in der Druckluftversorgung
- Elektrische Leitungen zwischen den Sektionen über drei Steckdosen geführt, was die Fehlersuche erleichtert
- Geänderte Stecker für die Steuerstrombatterien auf einigen Lokomotiven
- Minus-Leitung der Steuerstromversorgung bei der Apparatekammer und beim Führertisch mit einem Stecker trennbar ausgeführt, was die Fehlersuche erleichtert
- Sprechfunk zwischen den Führerständen der Sektionen.

## 3ТЭ10М

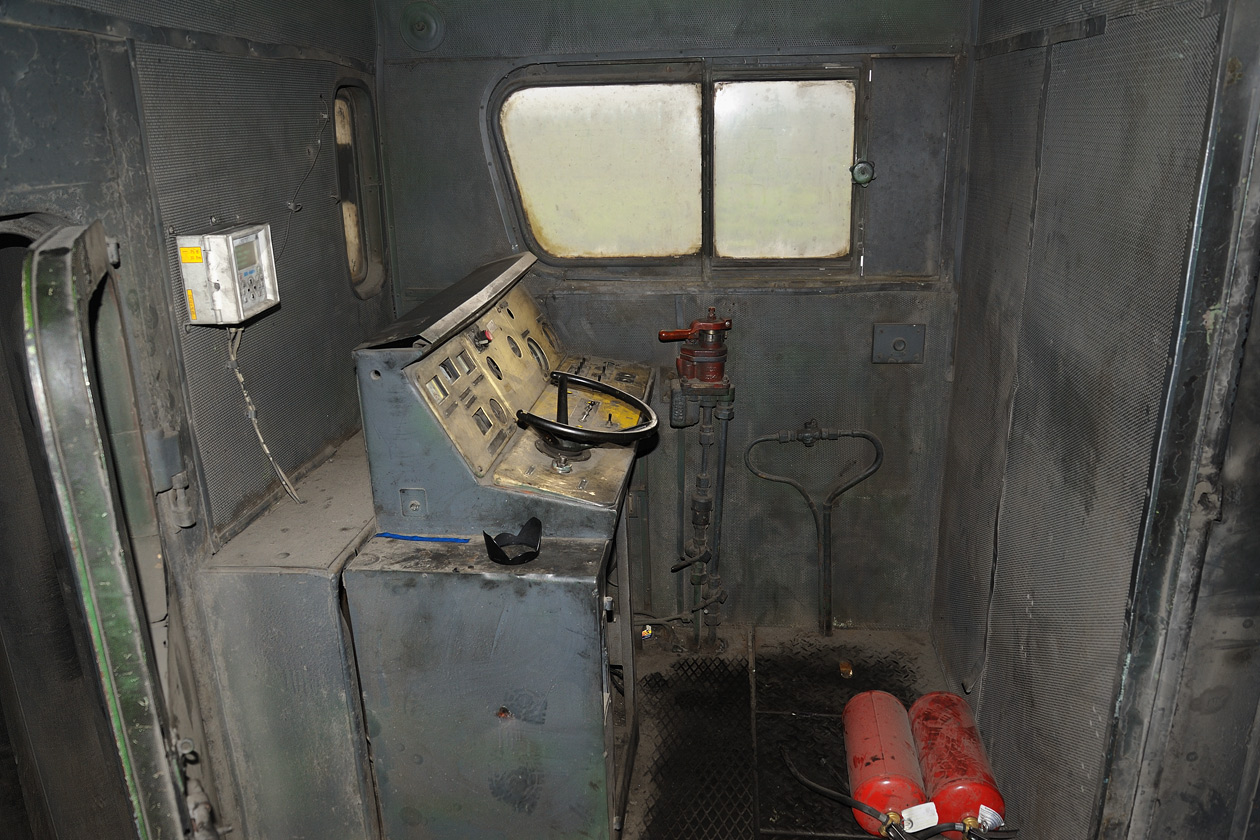
Hilfsführerstand einer führerstandslosen 3ТЭ10М

Gleichzeitig mit der Baureihe 2ТЭ10M entstanden auch 639 3ТЭ10М mit drei Sektionen und einer Leistung von 6,6 MW. Sie erhielten zu den mit der 2ТЭ10М baugleichen Endsektionen eine Mittelsektion ohne Führerhaus. Ein Hilfsführerstand mit Rangierbremsventil erlaubt das alleinige Verfahren der Mittelsektion, die aber im Gegensatz zu den Endsektionen aufgrund des fehlenden Führerbremsventils nicht für die Zugförderung eingesetzt werden kann.

## 4ТЭ10С
25 Lokomotiven 4ТЭ10С wurden mit vier Sektionen und einer Gesamtleistung von 8,8 MW geliefert. Die Lokomotiven erhielten zu den beiden mit der 2ТЭ10М baugleichen Endsektionen zwei führerstandlose Mittelsektionen, wie im Abschnitt über die 3ТЭ10М beschrieben.

## 2ТЭ10МK
1981 lieferte die Lokomotivfabrik Luhansk eine Serie von 20 Lokomotiven der Baureihe 2ТЭ10МK aus, die wie die 2ТЭ116 mit dem Dieselmotor 5D49 der Lokomotivfabrik Kolomna ausgerüstet sind. Das K in der Bezeichnung steht für Kolomna.